# (32227) 2000 OM25
2000 OM25 (asteroide 32227) é um asteroide da cintura principal. Possui uma excentricidade de 0.11365910 e uma inclinação de 8.06650º.
Este asteroide foi descoberto no dia 23 de julho de 2000 por LINEAR em Socorro.